# شرور (فیلم ۲۰۲۴)
شرور (انگلیسی: Wicked؛ همچنین به‌عنوان Wicked: Part One شناخته می‌شود) یک فیلم فانتزی موزیکال آمریکایی محصول سال ۲۰۲۴ به کارگردانی جان ام. چو است. این فیلم توسط وینی هولزمن و دانا فاکس از موزیکال سال ۲۰۰۳ به همین نام اثر استیون شوارتس و هولزمن اقتباس شده است، و به نوبه خود بر اساس رمانی به همین نام اثر گرگوری مگوایر از سال ۱۹۹۵ است. سینتیا اریوو و آریانا گرانده در این فیلم به ایفای نقش می‌پردازند و جاناتان بیلی، اتان اسلاتر، بوئن ینگ، ماریسا بودی، پیتر دینکلیج، میشل یئو و جف گلدبلوم در نقش‌های مکمل حضور دارند. داستان فیلم در سرزمین از پیش از رویدادهای جادوگر شهر از جریان دارد، و به الفابا (جادوگر خبیث آیندهٔ غرب) و رابطهٔ دوستی‌اش با گلیندا (گلیندای خوبِ آینده) می‌پردازد.
در سال ۲۰۱۲، یونیورسال پیکچرز ساخت فیلم با حضور مارک پلت به عنوان تهیه‌کننده را اعلام کرد. پس از یک توسعه طولانی و تاخیرهای متعدد به دلیل دنیاگیری کووید-۱۹، چو برای کارگردانی استخدام شد و اریوو و گرانده در سال ۲۰۲۱ برای نقش‌های مربوطه خود انتخاب شدند. این فیلم برای جلوگیری از برش نقاط عطف داستانی و گسترش سفرها و روابط بین شخصیت‌ها به دو قسمت تقسیم شد. تصویربرداری اصلی در دسامبر ۲۰۲۲ در انگلستان آغاز شد اما در ژوئیه ۲۰۲۳ به دلیل اعتصابات ۲۰۲۳ سگ-افترا مختل شد و در ژانویهٔ ۲۰۲۴ به پایان رسید.
شرور در ۳ نوامبر ۲۰۲۴ در تئاتر دولتی در سیدنی، استرالیا به نمایش درآمد و در ۲۲ نوامبر همان سال در ایالات متحده اکران شد. این فیلم نقدهای مثبتی از سوی منتقدان دریافت کرد و بیش از ۷۱۷ میلیون دلار در جهان فروش داشته و به ششمین فیلم پرفروش سال ۲۰۲۴ تبدیل شده است. شرور از سوی انستیتوی فیلم آمریکا به عنوان یکی از بهترین‌های سال ۲۰۲۴ معرفی شد و برنده جایزه بهترین فیلم در هیئت ملی بازبینی شد. افتخارات دیگر آن شامل چهار نامزدی در هشتاد و دومین مراسم گلدن گلوب (از جمله نامزدی بهترین فیلم – موزیکال یا کمدی) می‌شود. شرور: بخش دوم برای اکران در ۲۱ نوامبر ۲۰۲۵ برنامه‌ریزی شده است.

## زمینه داستانی
داستان این فیلم به یک زن سبزپوست می‌پردازد که توسط جادوگر شهر از برایش پاپوش درست شده است و به جادوگر خبیث غرب تبدیل می‌شود.

## بازیگران
- سینتیا اریوو در نقش الفابا تروپ
- آریانا گرانده در نقش گلیندا آردوئنا آپلند
- جاناتان بیلی در نقش فیهرو تیگلار
- جف گلدبلوم در نقش جادوگر شگفت‌انگیز شهر از
- اتان اسلاتر در نقش باک
- میشل یئو در نقش مادام موریبل
- ماریسا بودی در نقش نساروس تروپ
- بوئن ینگ در نقش فانی
- برانوین جیمز در نقش شن‌شن
- کیلا ستل در نقش خانم کودل
- آرون تئو در نقش آوریک
- کالین مایکل کارمایکل در نقش پروفسور نیکیدیک

## تولید

### توسعه
در سال ۲۰۰۳، رمان شرور اثر گرگوری مگوایر به عنوان موزیکال شرور برای برادوی اقتباس شد. این موزیکال توسط بخش صحنه یونیورسال پیکچرز و جو مانتلو کارگردانی شد و اجرای موزیکال توسط وین سیلنتو ساخته شد. تولید برادوی الهام بخش تولیدات طولانی مدت در شیکاگو، وست اند لندن، سانفرانسیسکو و لس آنجلس در ایالات متحده و همچنین آلمان و ژاپن بوده است. این نمایش نامزد ده جایزه تونی شد که برنده سه مورد شد و با بیش از ۶٫۱۰۰ اجرا ششمین نمایش طولانی‌مدت برادوی در تاریخ است. محصول اصلی برادوی را ایدینا منزل در نقش الفابا و کریستن چنووس در نقش گلیندا بازی کردند.
در مصاحبه ای در سال ۲۰۰۹، مگوایر اظهار داشت که حق ساخت یک اقتباس تلویزیونی مستقل غیرموسیقی از شرور را به ای‌بی‌سی فروخته است. این بر اساس فیلمنامه وینی هولزمن نخواهد بود. در ۹ ژانویه ۲۰۱۱ گزارش شد که ای‌بی‌سی با سلما هایک و شرکت سازنده‌اش همکاری می‌کند تا یک مینی‌سریال تلویزیونی را تنها بر اساس رمان مگوایر بسازند. هنوز اطلاعات بیشتری مانند انتخاب بازیگران فاش نشده است.
در ابتدا بازیگران اصلی برادوی، کریستن چنووس در نقش گلیندا و ایدینا منزل در نقش الفابا به عنوان بازیگران احتمالی فیلم نام برده شدند. لی میشل و ایمی آدامز نیز شایعه شده بود که در نقش‌های اصلی بازی می‌کنند. نویسندگان بالقوه شامل وینی هولزمن و استفان شوارتز بودند، در حالی که جی. جی. آبرامز، راب مارشال و رایان مورفی به عنوان نامزدهای احتمالی کارگردانی نام برده شدند. در دسامبر ۲۰۱۲، به دنبال موفقیت بینوایان، مارک پلت، همچنین تهیه‌کننده نسخه روی صحنه، اعلام کرد که فیلم ادامه دارد، و بعداً تأیید کرد که قصد دارد آنرا در سال ۲۰۱۶ اکران کند. پس از مدت‌ها توسعه، یونیورسال در سال ۲۰۱۷ اعلام کرد که این فیلم در تاریخ ۲۰ دسامبر ۲۰۱۹ با کارگردانی استیون دالدری در سینماها اکران خواهد شد.

### پیش‌تولید
در ماه مه ۲۰۱۷، شوارتز اظهار داشت که این فیلم «حداقل دو» ترانهٔ اصلی جدید خواهد داشت. در ۳۱ اوت ۲۰۱۸، یونیورسال به دلیل زمان‌بندی تولید، فیلم را به حالت تعلیق درآورد و تاریخ انتشار فیلم به اقتباس فیلم بلند از موزیکال گربه‌ها داده شد. در ۸ فوریه ۲۰۱۹، یونیورسال تاریخ اکران جدیدی را برای فیلم شرور در ۲۲ دسامبر ۲۰۲۱ اعلام کرد. در ۱ آوریل ۲۰۲۰، یونیورسال به دلیل تغییر تاریخ اکران در بحبوحه دنیاگیری کووید-۱۹، یک بار دیگر فیلم را به حالت تعلیق درآورد و تاریخ اکران آنرا به آواز ۲ داد. در ۲۰ اکتبر ۲۰۲۰، اعلام شد که دالدری به دلیل درگیری‌های برنامه‌ریزی پروژه را ترک کرده است. در ۲ فوریه ۲۰۲۱، اعلام شد که جان ام. چو به عنوان کارگردان انتخاب خواهد شد. در ماه اوت، آلیس بروکس به عنوان فیلمبردار فیلم تأیید شد، پس از همکاری با چو پیش از این در نسخه سینمایی موزیکال در هایتس با او همکاری کرده بود.

در این فیلم سینتیا اریوو و آریانا گرانده در نقش‌های اصلی ظاهر می‌شوند.

در نوامبر، آریانا گرانده و سینتیا اریوو به ترتیب برای ایفای نقش گلیندا و الفابا انتخاب شدند. در ژوئن ۲۰۲۲، چو استخدام ناتان کراولی را به عنوان طراح تولید تأیید کرد. در ۲۱ سپتامبر ۲۰۲۲، گزارش شد که جاناتان بیلی در نقش فیهرو به بازیگران پیوسته است. در اکتبر ۲۰۲۲، اعلام شد که جف گلدبلوم در حال مذاکره نهایی برای بازی در نقش جادوگر است. گلدبلوم تا دسامبر در مذاکرات باقی ماند، زمانی که اتان اسلاتر، میشل یئو، ماریسا بودی، بوئن ینگ، برانوین جیمز، کیالا ستل، آرون تئو و کالین مایکل کارمایکل به بازیگران اضافه شدند.
اریوو در مورد آماده‌شدن برای نقش الفابا، در حالی که تمایل خود را برای دیدن دوباره نسخه صحنه‌ای در برادوی پیش از فیلمبرداری ابراز می‌کرد، به ورایتی گفت: «من دارم همه چیز را از نو یادمی‌گیرم [...] می‌خواهم دوباره ببینمش [...] هر وقت که به نیویورک رسیدم، می‌روم و دوباره نمایش را می‌بینم، این پنجمین بار من خواهد بود.» او همچنین در آن زمان گفت که بحث‌هایی در مورد اینکه فیلم چگونه خواهد بود، به ویژه طراحی تولید و سبک بصری آن در جریان بود، در حالی که استخدام پل تازول به عنوان طراح صحنه و لباس را تأیید کرد. درخواست او از تازول برای لباس الفابا هنگامی که او جادوگر شریر غرب می‌شود شامل "مجموعه‌ای از ژان پل گوتیه با احساس «دنیای جدید، نوعی عصر طلایی» بود.

### فیلمبرداری
قرار بود تصویربرداری اصلی در ژوئن ۲۰۲۲ در تأسیسات اسکای استودیوز در بریتانیا آغاز شود. در ژوئیه ۲۰۲۱، استفان شوارتز اشاره کرد که برنامه‌هایی برای فیلمبرداری در آتلانتا در سال ۲۰۲۱ وجود دارند. در ۲۶ آوریل ۲۰۲۲، چو اعلام کرد که این اقتباس در دو قسمت فیلمبرداری می‌شود.
در ژوئن ۲۰۲۲، استفان شوارتز تأیید کرد که ترانه‌های اصلی جدیدی برای یکی از این دو فیلم نوشته خواهند شد.
در ۱۸ ژوئیه ۲۰۲۲، اعلام شد که با انجام مراحل فیلمبرداری در استودیوی تازه‌ساخت اسکای در الستری، انگلستان، تمرین‌ها در ماه اوت با شروع تصویربرداری اصلی در نوامبر آغاز می‌شود. در ۹ دسامبر ۲۰۲۲، چو در توییتر تأیید کرد که فیلمبرداری شروع شده است.
یک بیانیه برنامه‌ریزی از ۲۳ سپتامبر ۲۰۲۲، از طرف وسترن اسکای لیمیتد نشان داد که فیلمبرداری در فضای باز در در آیوینگو، باکینگهام‌شر، انگلستان در حال توسعه است. تاریخ‌های برنامه‌ریزی‌شدهٔ فیلمبرداری بین ۶ آوریل ۲۰۲۳ و ۲۵ ژوئیه ۲۰۲۳ اعلام شدند. تصویری در Google Maps از فوریه ۲۰۲۳، ساخت مجموعه فعال را در آن مکان را نشان می‌دهد.

## انتشار
شرور: قسمت اول در ۲۲ نوامبر ۲۰۲۴ به صورت سینمایی توسط یونیورسال پیکچرز اکران شد.

## بازخورد

### واکنش انتقادی
در وبگاه جمع‌آوری نقد راتن تومیتوز، ٪۸۸ از ۳۵۳ بررسی منتقدان مثبت است، و میانگینِ امتیاز آن ۷٫۸/۱۰ است. این فیلم در متاکریتیک که از میانگین وزنی استفاده می‌کند، بر اساس نظر ۶۳ منتقدین امتیاز ۷۳ از ۱۰۰ را کسب کرده که نشان‌گر «نقدهای عموماً مطلوب» است. تماشاگران شرکت‌کننده در نظرسنجی سینماسکور به فیلم نمرهٔ میانگین «A» در مقیاس A+ تا F دادند؛ آن‌هایی که در نظرسنجی پست‌ترک شرکت کردند، نمره کلی ۹۲ درصد مثبت به آن دادند و ۸۰ درصد گفتند که تماشای آن را قطعاً توصیه می‌کنند.